# Равануза
Равануза (итал. Ravanusa) — коммуна в Италии, располагается в регионе Сицилия, подчиняется административному центру Агридженто.
Население составляет 13 695 человек (на 2004 г.), плотность населения составляет 278 чел./км². Занимает площадь 49 км². Почтовый индекс — 92029. Телефонный код — 0922.
Покровителем населённого пункта считается святой Вит. Праздник ежегодно празднуется 15 июня.